# Manggis (Leksono)
Manggis is een bestuurslaag in het regentschap Wonosobo van de provincie Midden-Java, Indonesië. Manggis telt 2262 inwoners (volkstelling 2010).